# Sorgbin
Sorgbin (Melecta) är ett släkte av bin som ingår i familjen långtungebin.

## Beskrivning
Arterna är kraftigt byggda bin med svart grundfärg, tämligen gles behåring på mellankroppen och tergit 1, samt fläckar av ihoppressat, vitt hår på de övriga tergiterna. På mellankroppens bakkant har arterna tre spetsiga taggar. Arternas kroppslängd varierar från 10 till 17 mm.

## Utbredning
Släktet förekommer över större delen av det norra halvklotet (holarktis). Det totala artantalet är litet, mellan 50 och 60 arter.

### Svenska och finska arter
Inga arter finns i vare sig Sverige eller Finland. I Sverige har följande arter funnits:
- Fläcksorgbi (Melecta albifrons) - ansågs länge utdöd i Sverige, om den över huvud taget hade funnits där; en möjlig (åter)invandring gjordes dock i april 2025.[4]
- Praktsorgbi (Melecta luctuosa) - nationellt utdöd (RE) i Sverige.[3]

I Finland finns inte släktet alls.

## Ekologi
Arterna är polylektiska, de samlar nektar från flera olika familjer, främst kransblommiga växter och strävbladiga växter.
De ingående arterna är boparasiter som lägger sina ägg i bon av pälsbin. Larven dödar värdlarven och lever sedan av det insamlade matförrådet.

## Artlista
Dottertaxa till sorgbin, i alfabetisk ordning

- Melecta aegyptiaca
- Melecta albifrons – Fläcksorgbi
- Melecta alcestis
- Melecta alexanderi
- Melecta amanda
- Melecta angustilabris
- Melecta assimilis
- Melecta atripes
- Melecta atroalba
- Melecta baeri
- Melecta bohartorum
- Melecta brevipila
- Melecta canariensis
- Melecta candida
- Melecta caroli
- Melecta chalybeia
- Melecta chinensis
- Melecta corpulenta
- Melecta curvispina
- Melecta diacantha
- Melecta diligens
- Melecta duodecimmaculata
- Melecta edwardsii
- Melecta emodi
- Melecta excelsa
- Melecta festiva
- Melecta fulgida
- Melecta fumipennis
- Melecta funeraria
- Melecta fuscipennis
- Melecta gracilipes
- Melecta grandis
- Melecta guichardi
- Melecta guilochei
- Melecta honesta
- Melecta italica
- Melecta kuschakewiczi
- Melecta leucorhyncha
- Melecta luctuosa – Praktsorgbi
- Melecta mundula
- Melecta nivosa
- Melecta obscura
- Melecta pacifica
- Melecta prophanta
- Melecta separata
- Melecta sibirica
- Melecta sinaitica
- Melecta solivaga
- Melecta thoracica
- Melecta transcaspica
- Melecta tuberculata
- Melecta turkestanica